# Looking Back to Yesterday
Looking Back to Yesterday es un álbum recopilatorio del cantante estadounidense Michael Jackson. Fue lanzado el 11 de febrero de 1986 por Motown Records.
El álbum fue relanzado en agosto de 1991 y retitulado Looking Back to Yesterday: A Young Michael y vendió más de medio millón de copias. Fue relanzado nuevamente como parte de Hello World: The Motown Solo Collection en 2009.

## Lista de canciones
| N.º | Título                                                      | Escritor(es)                                                          | Duración |  |
| 1.  | «When I Come of Age»                                        | Weldon Dean Parks, Don Fletcher, Hal Davis                            | 2:37     |  |
| 2.  | «Teenage Symphony»                                          | Gloria Jones, Hal Davis, Marilyn McLeod                               | 2:45     |  |
| 3.  | «I Hear a Symphony»                                         | Holland-Dozier-Holland (Brian Holland, Lamont Dozier, Edward Holland) | 3:01     |  |
| 4.  | «Give Me Half a Chance»                                     | Clifton Davis                                                         | 3:26     |  |
| 5.  | «Love's Gone Bad»                                           | Holland-Dozier-Holland (Brian Holland, Lamont Dozier, Edward Holland) | 3:08     |  |
| 6.  | «Lonely Teardrops»                                          | Berry Gordy, Jr., Gwen Gordy, Tyran Carlo                             | 2:40     |  |
| 7.  | «You're Good for Me»                                        | Eddie Horan                                                           | 3:15     |  |
| 8.  | «That's What Love Is Made Of»                               | Robert Rogers, Smokey Robinson, Warren Moore                          | 3:24     |  |
| 9.  | «I Like You the Way You Are (Don't Change Your Love on Me)» | Willie Hutch                                                          | 2:57     |  |
| 10. | «Who's Lookin' for a Lover»                                 | Jacqueline D. Hilliard, Leon Ware                                     | 2:50     |  |
| 11. | «I Was Made to Love Her»                                    | Henry Cosby, Lula Hardaway, Sylvia Moy, Stevie Wonder                 | 3:20     |  |
| 12. | «If'n I Was God»                                            | Robert B. Sherman, Richard M. Sherman                                 | 3:02     |  |